# Norfolk (comté)
Pour les articles homonymes, voir Norfolk.
Le Norfolk (/ˈnɔrfək/) est un comté situé en Angleterre, constituant la partie septentrionale de la région d'Est-Anglie. Sa ville principale et son centre administratif est Norwich. Il compte également plusieurs bourgs comme King's Lynn, Thetford, Wymondham, Dereham ou encore Fakenham. Historiquement[Quand ?], ce comté était le plus peuplé d'Angleterre.

## Géographie

### Géologie
Le Norfolk peut être divisé en trois régions géologiques : à l'est du comté, les roches du Pliocène ont formé une terre basse et plate facilement érodée par la mer ; à l'ouest est située une bande de craie ; à l'extrême ouest du comté, on retrouve à nouveau une terre plate et basse. La transition entre ces différentes régions se voit clairement à Weybourne, où la côte change d'apparence. Le point le plus haut du comté, Beacon Hill, culmine à 105 m.

## Subdivisions

Carte des subdivisions du Norfolk.

Le Norfolk est divisé en sept districts :
| No | Nom                          | Chef-lieu        | Superficie (km2) | Population (est. 2011) |
| -- | ---------------------------- | ---------------- | ---------------- | ---------------------- |
| 1  | Norwich                      | Norwich          | 39,0             | 140 100                |
| 2  | South Norfolk                | Long Stratton    | 907,7            | 124 500                |
| 3  | Great Yarmouth               | Great Yarmouth   | 174,0            | 97 400                 |
| 4  | Broadland                    | Thorpe St Andrew | 552,4            | 124 700                |
| 5  | North Norfolk                | Cromer           | 963,9            | 101 700                |
| 6  | King's Lynn and West Norfolk | King's Lynn      | 1 429,0          | 147 900                |
| 7  | Breckland                    | East Dereham     | 1 035,1          | 131 000                |

## Économie
En 1998 le comté représentait 1,5 % de l'économie de l'Angleterre, et 1,25 % de l'économie du Royaume-Uni. En 2000 le taux de chômage est de 5,6 %, il est légèrement plus faible que celui de l'Angleterre (5,8 %) et du Royaume-Uni (6 %). Les terres plates et fertiles du Norfolk sont utilisées pour l'agriculture, secteur qui représente, avec l'industrie alimentaire, 20 % des emplois du comté. Autrefois divisé en de nombreuses fermes familiales, le comté compte maintenant de larges exploitations intensives efficaces, mais critiquées au niveau de la réduction de la biodiversité et des emplois.

## Politique
Le Conseil du Comté est contrôlé par le Parti conservateur, qui dispose de 60 sièges, le Parti travailliste avec 3 conseillers, les Démocrates libéraux avec 13 conseillers, 7 conseillers verts et un conseiller du parti pour l'indépendance du Royaume-Uni (élections du 4 juin 2009).
Le Norfolk comprend neuf circonscriptions électorales :
| Nom | Nom                | Nombre d'électeurs (2010) | Député                                |
| --- | ------------------ | ------------------------- | ------------------------------------- |
|     | Broadland          | 71 241                    | Keith Simpson (Parti conservateur)    |
|     | Great Yarmouth     | 69 086                    | Brandon Lewis (Parti conservateur)    |
|     | Mid Norfolk        | 68 328                    | George Freeman (Parti conservateur)   |
|     | North Norfolk      | 66 811                    | Norman Lamb (Libéraux-démocrates)     |
|     | North West Norfolk | 71 144                    | Henry Bellingham (Parti conservateur) |
|     | Norwich North      | 64 506                    | Chloe Smith (Parti conservateur)      |
|     | Norwich South      | 68 763                    | Clive Lewis (Parti travailliste)      |
|     | South Norfolk      | 69 691                    | Richard Bacon (Parti conservateur)    |
|     | South West Norfolk | 67 666                    | Liz Truss (Parti conservateur)        |

## Culture
En Angleterre, le Norfolk, comté majoritairement rural et peu densément peuplé, est considéré comme une région rétrograde, donnant lieu à des expressions comme « normal for Norfolk » (« normal pour le Norfolk »), utilisées pour décrire des personnes au comportement bizarre ou souffrant de déficiences mentales. Le personnage d'Alan Partridge (en), incarné par Steve Coogan, symbolise ce stéréotype.